# Bathynemertes alcocki
Bathynemertes alcocki es una especie de nemertino enoplo de la familia Xanthidae. Recibió el nombre específico en honor a Alfred William Alcock.